# Südafrikanische Frauen-Cricket-Nationalmannschaft in Sri Lanka in der Saison 2014/15
Die Tour der südafrikanischen Frauen-Cricket-Nationalmannschaft nach Sri Lanka in der Saison 2014/15 fand vom 15. bis zum 26. Oktober 2014 statt. Die internationale Cricket-Tour war Bestandteil der Internationalen Cricket-Saison 2014/15 und umfasste vier WODIs und drei WTwenty20s. Südafrika gewann beide Serien jewels 2–1.

## Vorgeschichte
Für beide Mannschaften war es die erste Tour der Saison. Das letzte Aufeinandertreffen der beiden Mannschaften bei einer Tour fand in der Saison 2013/14 in Südafrika statt.

## Stadien
Die folgenden Stadien wurde für die Tour ausgewählt.
| Stadion                                     | Stadt   | Kapazität | Spiele       |
| ------------------------------------------- | ------- | --------- | ------------ |
| Colts Cricket Club Ground (Colts)           | Colombo | 10.000    | 1. & 2. WT20 |
| Mercantile Cricket Association Ground (MCA) | Colombo |           | 3. WT20      |
| Sinhalese Sports Club Ground (SSC)          | Colombo | 10.000    | 1. – 4. WODI |

## Kaderlisten
Sri Lanka benannte seine Kader am 9. Oktober 2014.
| WODI | WODI | WTwenty20 | WTwenty20 |
| Sri Lanka | Südafrika | Sri Lanka | Südafrika |
| --- | --- | --- | --- |
| - Chamari Athapaththu (K) - Sanduni Abeywickrema - Ama Kanchana - Eshani Lokusuriyage - Yasoda Mendis - Hasini Perera - Chamari Polgampola - Udeshika Prabodhani - Inoka Ranaweera - Maduri Samuddika - Anushka Sanjeewani (wk) - Shashikala Siriwardene - Prasadani Weerakkody | - Mignon du Preez (K) - Bernadine Bezuidenhout - Trisha Chetty (wk) - Moseline Daniels - Yolani Fourie - Shabnim Ismail - Marizanne Kapp - Ayabonga Khaka - Lizelle Lee - Marcia Letsoalo - Nadine Moodley - Dané van Niekerk - Chloe Tryon - Andrie Steyn | - Chamari Athapaththu (K) - Eshani Lokusuriyage - Ama Kanchana - Yasoda Mendis - Hasini Perera - Inoshi Priyadharshani - Inoka Ranaweera - Nilakshika Silva - Shashikala Siriwardene - Maduri Samuddika - Udeshika Prabodhani - Prasadani Weerakkody (wk) | - Mignon du Preez (K) - Trisha Chetty (wk) - Yolani Fourie - Shabnim Ismail - Marizanne Kapp - Ayabonga Khaka - Lizelle Lee - Marcia Letsoalo - Nadine Moodley - Dané van Niekerk - Andrie Steyn - Chloe Tryon |

## Women’s One-Day Internationals

### Erstes WODI in Colombo
| 15. Oktober Scorecard | Colombo (SSC) | Südafrika 225-8 (50)          | – | Sri Lanka 172-9 (50) |
|                       |               | Südafrika gewinnt mit 53 Runs |   |                      |

Südafrika gewann den Münzwurf und entschied sich als Schlagmannschaft zu beginnen. Als Spielerin des Spiels wurde Marizanne Kapp ausgezeichnet.

### Zweites WODI in Colombo
| 17./18. Oktober Scorecard | Colombo (SSC) | Sri Lanka 209-8 (50) | – | Südafrika |
|                           |               | No Result            |   |           |

Sri Lanka gewann den Münzwurf und entschied sich als Schlagmannschaft zu beginnen.

### Drittes WODI in Colombo
| 19. Oktober Scorecard | Colombo (SSC) | Südafrika 139-7 (27/27)         | – | Sri Lanka 143-6 (26/27) |
|                       |               | Sri Lanka gewinnt mit 4 Wickets |   |                         |

Sri Lanka gewann den Münzwurf und entschied sich als Feldmannschaft zu beginnen. Als Spielerin des Spiels wurde Chamari Athapaththu ausgezeichnet.

### Viertes WODI in Colombo
| 21. Oktober Scorecard | Colombo (SSC) | Sri Lanka 137 (43.4)            | – | Südafrika 141-5 (34.5) |
|                       |               | Südafrika gewinnt mit 5 Wickets |   |                        |

Südafrika gewann den Münzwurf und entschied sich als Feldmannschaft zu beginnen. Als Spielerin des Spiels wurde Tristan Chetty ausgezeichnet.

## Women’s Twenty20 Internationals

### Erstes WTwenty20 in Colombo
| 23. Oktober Scorecard | Colombo (Colts) | Sri Lanka 101-7 (13/13)      | – | Südafrika 94-6 (13/13) |
|                       |                 | Sri Lanka gewinnt mit 7 Runs |   |                        |

Sri Lanka gewann den Münzwurf und entschied sich als Schlagmannschaft zu beginnen. Als Spielerin des Spiels wurde Shashikala Siriwardene ausgezeichnet.

### Zweites WTwenty20 in Colombo
| 25. Oktober Scorecard | Colombo (Colts) | Sri Lanka 76 (14)               | – | Südafrika 77-3 (17.3) |
|                       |                 | Südafrika gewinnt mit 7 Wickets |   |                       |

Sri Lanka gewann den Münzwurf und entschied sich als Schlagmannschaft zu beginnen. Als Spielerin des Spiels wurde Dané van Niekerk  ausgezeichnet.

### Drittes WTwenty20 in Colombo
| 26. Oktober Scorecard | Colombo (MCA) | Sri Lanka 132-6 (20)            | – | Südafrika 136-1 (19.5) |
|                       |               | Südafrika gewinnt mit 9 Wickets |   |                        |

Sri Lanka gewann den Münzwurf und entschied sich als Schlagmannschaft zu beginnen. Als Spielerin des Spiels wurde Dané van Niekerk ausgezeichnet.

## Auszeichnungen

### Player of the Series
Als Player of the Series wurden der folgende Spieler ausgezeichnet.
| Serie | Player of the Series |
| ----- | -------------------- |
| WODI  | Suné Luus            |
| WT20  | –                    |

### Player of the Match
Als Player of the Match wurden die folgenden Spielerinnen ausgezeichnet.
| Spiel   | Player of the Match    |
| ------- | ---------------------- |
| 1. WODI | Marizanne Kapp         |
| 2. WODI | –                      |
| 3. WODI | Chamari Athapaththu    |
| 4. WODI | Tristan Chetty         |
| 1. WT20 | Shashikala Siriwardene |
| 2. WT20 | Dané van Niekerk       |
| 3. WT20 | Dané van Niekerk       |